# 교황 마르첼로의 미사
《교황 마르첼로의 미사》는 조반니 피에를루이지 다 팔레스트리나에 의해 작곡된 미사곡이다. 그의 가장 잘 알려진 미사곡이며 팔레스트리나가 옹호한 복잡한 다성음악의 전형으로 간주된다. 교황 대관식 미사에서 불렸다.
《교황 마르첼로의 미사》는 대부분의 르네상스 미사 와 마찬가지로 Kyrie, Gloria, Credo, Sanctus / Benedictus 및 Agnus Dei로 구성되어 있지만 Agnus Dei의 세 번째 부분은 별도의 악장이다("Agnus II"로 지정).  미사는 cantus firmus, paraphrase 또는 parody에 기반하지 않고 자유롭게 구성된다. 그것은 주로 6성부 미사지만, 성우 조합은 작품 전체에 걸쳐 다양하다. 16세기의 많은 다성음악과 달리 연주에서 텍스트가 명확하게 들릴 수 있도록 텍스트가 거의 겹치지 않고 블록 화음이 일반적으로 선호되는 동형 리듬, 선언적 스타일로 설정된다. 팔레스트리나의 대위법 작업의 많은 부분에서와 같이 목소리는 주로 단계적 움직임으로 움직인다.
이 미사는 1555년에 3주 동안 재위한 교황 마르첼로 2세를 기리기 위해 작곡되었다. 최근 연구에 따르면 가장 가능성이 높은 작곡 날짜는 로마의 산타마리아 마조레 대성전에서 필사본으로 옮겨된 1562년이다.

## 분석

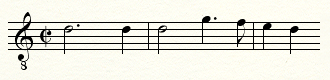
Kyrie에서 처음 등장한 Missa Papae Marcelli 의 머리 모티브

《교황 마르첼로의 미사》는 (알려진 한) 기존 주제를 사용하지 않는다. 상승하는 완전4 도와 단계적 귀환의 모티브(그림)는 이 미사 전체에 걸쳐 광범위하게 사용된다.  이것은 많은 르네상스 대중에게 주제를 제공한 프랑스의 세속 노래 "L'homme armé "의 오프닝과 측면에서 유사하다. 그러나 이것은 이 프로필의 주제가 16세기에 일반적이었고 팔레스트리나 자신이 다른 여러 대중에서 사용했기 때문에 아마도 우연의 일치일 것이다.
Kyrie는 주요 모티브를 기반으로 팔레스트리나의 초기 스타일의 모방 폴리포니로 구성된다. 트리엔트 공의회 이후에 필요한 단순한 양식을 적용한 것은 중간 악장이다.
상투스는 매우 짧은 문구로 시작한다.
Agnus Dei는 Kyrie의 모방된 폴리포니로 돌아간다(Agnus Dei I의 오프닝은 Kyrie의 오프닝을 반복한다). 16세기에 자주 행해진 것처럼 Palestrina는 Agnus Dei II에서 추가 성부를 추가하여 이 악장을 위해 7성부를 만들었다.